# Josef Bouček
Josef Bouček (22. října 1932 Praha – 14. srpna 1995 Praha) byl český dramatik a scenárista.

## Život
Maturoval roku 1951 na obchodní akademii. Poté pracoval krátce v ČKD, než nastoupil na vojenskou službu. Po jejím absolvování vystudoval dramaturgii na Filmové akademii múzických umění v Praze, absolvoval roku 1958.
V letech 1958–1972 byl dramaturgem v Československé televizi a v letech 1972–1990 ve Filmovém studiu Barrandov.

## Dílo
Byl autorem řady filmových námětů a spoluautorem scénářů (Černá sobota, Mlčení mužů), spoluautorsky se také podílel na scénářích pro čtyři díly seriálu Detektiv Martin Tomsa. Ještě častěji je pod řadou filmů a seriálů podepsán jako dramaturg (Záhada hlavolamu, Radúz a Mahulena, Stíny horkého léta, Co je vám, doktore?, Já nejsem já). Pro Československou televizi napsal několik inscenací (Smuteční hudba za padlé hrdiny, Mozartovské miniatury, Sobota odpoledne, konec léta) a především připravoval adaptace děl literárních klasiků, Ivana Sergejeviče Turgeněva (První láska), Charlotty Brontëové (Jana Eyrová), Honoré de Balzaca (Petřička), Aloise Jiráska (Štvanci). 
Jeho divadelní hry vznikaly zpočátku na základě spolupráce se Zdeňkem Hedbávným, Miloslavem Klímou a Janem Grossmanem, tedy tvůrci ze Západočeského divadla v Chebu. Psal buď komorní psychologická dramata ze současnosti (Sonáta padajícího listí, Město, ve kterém prší, Svlékání kůže) nebo historická dramata (Popel a hvězdy, Setníkův štít, Vstaň, Mistře!, Spor o dědictví občana J. J. aneb Smrt v zahradě Girardinů, Anežka česká). Drama Popel a hvězdy je věnováno osobnosti Albrechta z Valdštejna. Hra Vstaň, Mistře! (později uváděna jako Noc pastýřů) skladateli Jakubu Janu Rybovi.
Štěpán Otčenášek jeho dílo ve Slovníku české literatury po roce 1945 popsal slovy: „Boučkova dramatická tvorba, čítající více než dvacet titulů, se vyznačuje kultivovaností slova a úsilím o zachycení existence člověka v celé její složitosti.“

### Dramata
- Toulavý kůň (1978)
- Popel a hvězdy (1978)
- Setníkův štít (1979)
- Sonáta padajícího listí (1981)
- Vstaň, Mistře! (1981), později uváděno pod názvem Noc pastýřů
- Komedianti (1982)
- V šatně (1983)
- Uražení a ponížení (1984)
- Bolestný třpyt slávy (1984)
- Pachatel známý (1985)
- Město, ve kterém prší (1986)
- Spor o dědictví občana J. J. aneb Smrt v zahradě Girardinů (1986)
- Svlékání kůže (1986)
- Metoděj a havrani (1988)
- Nemusí být čtyři, abych odešla navždy (1993)
- Pyšná princezna (1994)
- Anežka česká (1993)
- Tvář ve stínu (1995)
- Smrt v císařském domě (1995)

### Prózy pro mládež
- Stane se této noci (1959)
- Mlčení mužů (1967)